# Anisa Ismaili
Anisa Ismaili – kosowska aktorka, znana najbardziej z roli Mary w filmie Kukumi.

## Życiorys
Anisa Ismaili interesowała się grą aktorską od dzieciństwa.
Jest absolwentką Wydziału Artystycznego Uniwersytetu w Prisztinie. Aktualnie pracuje w Radiotelewizji Kosowa, jednak nie porzuciła pracy aktorki.

## Filmografia

### Filmy
| Rok  | Tytuł                     | Rola   |
| ---- | ------------------------- | ------ |
| 1996 | Vesa                      |        |
| 2003 | Jeta e një toke - Gjykimi |        |
| 2005 | Kukumi                    | Mara   |
| 2018 | Śliwka w gardle           | Shqipe |
| 2019 | Salon                     | matka  |
| 2020 | Gjumë dhe Dashuri         |        |

### Seriale
| Rok  | Tytuł                     |
| ---- | ------------------------- |
| 1996 | Gdzie słońce nie wschodzi |
| 2002 | Życie ziemi               |

## Poglądy
Anisa Ismaili jest zwolenniczką równouprawnienia płci oraz udziału w tym mężczyzn.